# Ludwig Boslet
Ludwig Boslet (* 12. Dezember 1860 in Biedershausen; † 23. Januar 1951 in Trier) war ein bedeutender Organist und spätromantischer Komponist in den Bistümern Speyer und Trier.

## Leben und Wirken

Erste Seite des op. 2 in C-Dur

Boslet wuchs bei seinen Eltern Jakob Boslet und Barbara Buchheit im Dorf Biedershausen nahe Landstuhl auf. Nach Abschluss der Volksschule besuchte er die Präparandenanstalt in Blieskastel und anschließend das Lehrerseminar in Speyer, um Lehrer zu werden. Mit 20 Lebensjahren bekleidete er seine erste Stelle, zunächst im Dorf Neunkirchen am Potzberg, wo es ihm nicht gefiel später in Deidesheim. Über die Filialkirche in Neunkirchen schreibt Boslet in seinen Erinnerungen: „Von der Orgel stand nur das Gehäuse; die Orgel selbst fehlte. … Durch Zufall hatte ich im 18ten Lebensjahr den damals berühmten Orgelviruosen Lux aus Mainz wunderbar spielen gehört. Ich nahm mir vor, Ähnliches zu erreichen. Da … besuchte ich, kurz entschlossen, den Musikprofessor Lützel in Zweibrücken. Ohne mich spielen zu hören, erklärte er mir: ‚Sie wollen an eine Musikakademie; ich komme in einigen Tagen nach Stuttgart und kenne die Professoren, die großes Ansehen in ganz Europa haben, und ich sende Ihnen die Statuten der Musikakademie.‘“ Durch die Vermittlung Lützels beginnt Boslet bei Professor Immanuel Faißt in Stuttgart. Doch bereits ein Jahr später muss der Orgelschüler aufhören und wieder zum Schuldienst zurückkehren, weil seine finanziellen Mittel aufgebraucht sind. Seine neue Stelle führt in nach Königsbach an der Weinstraße.
Von dort, wo ihm bereits viel Anerkennung gezollt wurde, kam er 1881 für ein Vorspielen nach Ludwigshafen, wo ihn der musikbegeisterte Albert von Jäger (1814–1884), der ehemalige Direktor der Pfälzischen Eisenbahnen, hörte. Dieser war über das Talent Boslets so begeistert, dass er innerhalb von 14 Tagen mit Hilfe wohlhabender Freunde genug Geld sammeln konnte, damit dieser sein Studium bei Faißt für vier Semester fortsetzen und danach noch drei Semester bei Josef Gabriel Rheinberger in München vollenden konnte. Dort legte er 1885 sein Staatsexamen ab und wirkte anschließend vierzehn Jahre in Ludwigshafen als  Konzertorganist, Chorleiter und Lehrer, wo er sich eine gute Reputation erwerben konnte. Ein Angebot aus Paris von dem Orgelvirtuosen Alexandre Guilmant, der von seiner 1895 veröffentlichten 3. Orgelsonate begeistert war lehnte er genau so ab wie Angebote aus Luzern, London und den USA, weil er sich seiner Heimat zu sehr verbunden fühlte und sein Auskommen hatte. Doch wechselt Boslet 1899 entgegen seiner ursprünglichen Absicht an die pfälzische Westgrenze nach St. Ingbert an die Kirche St. Josef. In seinen Erinnerungen steht zu lesen: „Wenn ich dort mehr Entgegenkommen gefunden hätte“, wäre er in Ludwigshafen geblieben.
In St. Ingbert war der zuvor 40 Jahre lang wirkende Franz Woll, Bruder des Dichters Karl August Woll, verstorben, der zuvor die Organistenstelle an St. Josef innehatte. Bereits am 17. Oktober 1897 hatte Boslet in der Stadt ein Orgelkonzert gegeben. In St. Josef dürfte ihn die klangvolle, romantische Orgel von H. Voit & Söhne beeindruckt haben, die mit damals 36 Registern größte Orgel auf dem Gebiet des heutigen Saarpfalz-Kreises. Die Stelle, die die gleichen Aufgaben umfasste wie die in Ludwigshafen, war seinen Worten nach „gut dotiert“ und entgegen seiner ursprünglichen Absicht keine Durchgangsstation; er blieb dort zehn Jahre. In dieser Zeit vergrößerte sich der Kirchenchor beträchtlich.
1909 ging Boslet an den Trierer Dom, um zwei Jahre später, am 1. September 1911, Nachfolger von Jodocus Kehrer (1855–1937) zu werden, der aus Altersgründen in den Ruhestand ging. Dort war eine 1908 fertiggestellte Weigle-Orgel sein Arbeitsgerät, über die er sich schon 1909 begeistert geäußert hatte. Neben seiner Organistentätigkeit unterrichtete er an der von Gustav Erlemann 1903 gegründeten Gustav-Erlemann-Kirchenmusikschule die Fächer Orgel, Klavier, Gesang und Musiktheorie. Diese Tätigkeiten führte er bis zu seinem eigenen Ruhestand 1937 aus.
Seine Werke werden zu Lebzeiten wenig hoch gehandelt. So heißt es 1931 bei Otto Burkert zur Sonate No. 6 ironisch: „Minderwertig, wie alle Vorgangerinnen. Das 1. Thema des 2. Satzes ist sogar melodisch seicht“.

## Werke
| Opus | Name | Tonart         | Jahr     | Verlag                                                    | CD | Bemerkungen, weitere Informationen |
| ---- | --- | -------------- | -------- | --------------------------------------------------------- | -- | --- |
| 1    | Thema mit Variationen                                                                                   | g-Moll         | 1890     | Berlin: Verlag Hymnophon, vorher Eisoldt & Rohkrämer      | ja | |
| 2    | Fest-Fantasie und Elegische Fuge                                                                        | C-Dur          |          | Trier: Musikverlag Hans Kessler                           | ja | |
| 3    | Orgelsonate Nr. 1                                                                                       | g-Moll         | 1890     | Bremen: Schweers                                          |    | Studienwerk aus der Zeit Rheinbergers |
| 4    | Motette f. gem. Chor „Wie lieblich sind deine Wohnungen, o Herr“                                        |                |          | Berlin: Verlag M. Leuckart, später Eisoldt & Rohkrämer    |    | |
| 5    | Naturfreiheit (Ludwig Uhland) für gem. Chor                                                             |                |          | Berlin: Verlag M. Leuckart, später Eisoldt & Rohkrämer    |    | |
| 6    | Orgelsonate Nr. 2                                                                                       | d-Moll         | 1892     | Berlin: Eisoldt & Rohkrämer                               | ja | |
| 7    | Große Fantasie für Orgel                                                                                | E-Dur          |          | Berlin: Verlag Julius Schneider, ab 1912: Trier wie op. 2 | ja | |
| 8    | Festliches Nachspiel zum „Ite, missa est“ und Thema mit Variationen „Caro mio ben“ nach Tomaso Giordano |                |          | Verlag Julius Schneider, Berlin                           |    | |
| 9    | Religiöses Stimmungsbild                                                                                | As-Dur         |          | Hildesheimer, Speyer                                      |    | |
| 10   | Orgelsonate Nr. 3                                                                                       | c-Moll         | 1895     | Leipzig: Otto Junne                                       | ja | |
| 11   | Charakterstück für Klavier                                                                              |                | 1898     | Berlin: Verlag Hymnophon                                  |    | |
| 12   | Introduktion und Tripelfuge                                                                             | c-Moll         | 1900     | Regensburg: Feuchtinger & Gleichauf                       |    | zusammen mit einer Orgelbegleitung zum Choral-Te-Deum veröffentlicht in der Zeitschrift „Die Orgel“. Später in Op. 22 als Nr. 9 aufgenommen |
| 13   | Große Festfantasie für Orgel                                                                            | C-Dur          | 1893     | Zittau-Zürich: Verlag Loebel                              | ja | „Am 13. Mai 1894 auf der großen Orgel im Dom zu Speyer öffentlich gespielt“ (Ludwig Boslet). Domkapellmeister Joseph Niedhammer gewidmet. Fugenthema: Sanctus a. d. 3. Choralmesse In festis duplicibus (Medicaea). Komponiert in Ludwigshafen (Angaben Boslets).                                                                                             |
| 14   | Ariosa und Fugato                                                                                       | As-Dur         | 1898     | Leipzig: Verlag Robert Forberg                            |    | |
| 15   | Orgelsonate Nr. 4                                                                                       | b-Moll         |          |                                                           | ja | dem Genfer Domorganisten Otto Barblan gewidmet |
| 16   | Vor- und Nachspiel zum Gebrauch bei dem katholischen Gottesdienste                                      |                | vor 1898 | Leipzig: Verlag Robert Forberg                            |    | |
| 17   | Präludium und Ciacona                                                                                   | a-Moll         |          | Berlin: Eisoldt & Rohkrämer                               |    | |
| 18a  | Vorspiel Moderato con moto                                                                              | D-Dur          |          | Regensburg: Feuchtinger & Gleichauf                       |    | in: „100 größere und kleinere Originalkompositionen für die Orgel zum kirchlichen Gebrauch und zum Studium gesammelt und herausgegeben von Joh. Diebold“ |
| 18b  | Nachspiel Maestoso                                                                                      | C-Dur          |          | Regensburg: Feuchtinger & Gleichauf                       |    | in: „100 größere und kleinere Originalkompositionen für die Orgel zum kirchlichen Gebrauch und zum Studium gesammelt und herausgegeben von Joh. Diebold“ |
| 18c  | Fantasie und Doppelfuge in, Moderato                                                                    | es-Moll/Es-Dur |          | Regensburg: Feuchtinger & Gleichauf                       |    | in: „100 größere und kleinere Originalkompositionen für die Orgel zum kirchlichen Gebrauch und zum Studium gesammelt und herausgegeben von Joh. Diebold“ |
| 19   | „Veni creator“ und „Pange lingua“ für vierstimmigen gemischten Chor a cappella                          |                |          |                                                           |    | |
| 22   | 12 Große Orgelstücke I-II                                                                               |                | vor 1925 | Regensburg: Gleichauf                                     |    | I Präludium und Doppelfuge D-Dur, Fantasie zu einem alten Kirchenlied G-Dur, Festpräludium B-Dur, Fantasie as-Moll/As-Dur, Einleitung und Doppelfuge h-Moll, Festpräludium D-Dur; II Einleitung und Fuge a-Moll, Nachspiel (Kanon) F-Dur, Introduktion und Tripelfuge a-Moll (Nacdhspiel), Präludium G-Dur, Festpräludium F-Dur, Adagio (freier Kanon) g-Moll |
| 23   | Praeludium (Quasi Fantaisie) et Fuga                                                                    | e-Moll         | 1903     | J. Rieter-Biedermann, Leipzig                             | ja | Wilhelm Carl Julius Hoyerman gewidmet. |
| 24   | Praeludium und Fuge                                                                                     | e-Moll         |          | Leipzig: Otto Junne                                       |    | |
| 25   | Drei Tonstücke für Orgel Nr. 5                                                                          | F-Dur          | 1903     | J. Rieter-Biedermann, Leipzig                             | ja | Festpräludium, Recitativ, Finale; Manuskript: University of Rochester |
| 26   | Interludium und Postludium                                                                              |                | 1906     | Leipzig: Otto Junne                                       |    | im ersten Band der dreibändigen Werkes „Orgelstücke moderner Meister“ |
| 27   | Phantasie für die Orgel                                                                                 |                | 1906     | Verlag Schwann, Düsseldorf                                |    | in: „routinierter Konzertorganist“ |
| 30   | Orgelsonate Nr. 5                                                                                       | D-Dur          | 1908     | Schweers & Haake, Bremen                                  | ja | |
| 31   | Fantasie „Ecce sacerdos“ für sechsstimmigen gemischten Chor und Orgel                                   |                | 1912     | Verlag Schwann, Düsseldorf                                |    | erschienen in Alphonse Moortgat: „Orgelmuziek“ |
| 32   | Missa solemnis für siebenstimmigen gemischten Chor und Orgel                                            |                | 1912     | Verlag A. Böhm, Augsburg                                  |    | „Sr. Kgl. Hoheit Dem Prinzregenten Luitpold v. Bayern unterthänigst gew.“ |
| 33   | Toccata, Introduction und Fuge                                                                          |                | 1913     | Verlag A. Böhm, Augsburg                                  | ja | dem Straßburger Universitätsdozenten und Organisten Marie-François-Xavier Mathias gewidmet |
| 34   | Fünf Festpräludien                                                                                      |                | vor 1927 | Verlag A. Böhm, Augsburg                                  |    | |
| 35   | Orgelsonate Nr. 6                                                                                       | c-Moll         | 1914     | J. Rieter-Biedermann, Leipzig                             | ja | dem Dozenten der Münchener Akademie Ludwig Felix Maier gewidmet |
| 36   | Sieben neue Festpräludien                                                                               |                | vor 1927 | Verlag A. Böhm, Augsburg                                  |    | |
| 37   | Einleitung und Fuge                                                                                     | B-Dur          | vor 1927 | Verlag A. Böhm, Augsburg                                  |    | |
| 38   | Zwei Weihnachtsstücke                                                                                   | C-Dur          |          | Verlag A. Böhm, Augsburg                                  | ja | Weihnachtsidyll G-Dur, Pastorale G-Dur |
| 41   | Fünf Hymnen für das Fronleichnamsfest für vierstimmigen gemischten Chor mit Orchesterbegleitung         |                |          |                                                           |    | |
| 45   | Introduction und Fuge zu „Maria zu lieben“ für Orgel                                                    |                | 1932     | M. Hoffmann, Kronach                                      |    | |
| 46   | Zwei Fantasien über Choralmelodien und ein Thema von Palestrina                                         |                |          |                                                           |    | Herausgegeben von der Bibliothek des Trierer Domchors. Domorganist Dr. Paul Schuh gewidmet |
| 47   | Fantasie über ein Thema von Palestrina a. d. „Missa brevis“                                             |                |          |                                                           |    | Herausgegeben von der Bibl. des Trierer Domchors. Aus dem Nachlass Paul Schuh |

Von den insgesamt 47 Opusnummern gibt es bisher nur die oben aufgeführten Musikeinspielungen.